# Salida de misa de doce del Pilar de Zaragoza
Salida de misa de doce del Pilar de Zaragoza é considerado o primeiro filme espanhol, foi dirigido por Eduardo Jimeno Correas em 1896. É um filme de curta-metragem, mudo e a preto e branco, com uma duração total de aproximadamente onze segundos.